# L'Oncle Bernac
L'Oncle Bernac (Uncle Bernac) est un roman historique d'Arthur Conan Doyle publié en 1897.
Le roman a connu une première traduction française en 1904 avec une parution en épisodes dans l'hebdomadaire Mon dimanche sous le titre Le Roman d'une jeune fille. En 1918, le roman a été réédité sous le titre Une Conspiration sous le Premier Empire, puis en 1928 par Albin Michel sous le titre Un drame sous Napoléon Ier. Le roman a connu une nouvelle traduction en 1957 par Gilles Vauthier pour l'intégrale des œuvres d'Arthur Conan Doyle éditée par Robert Laffont sous le titre L'Oncle Bernac.
Le roman raconte les aventures de Louis de Laval, un Français issu d'une famille expatriée qui part rejoindre en France son oncle Charles Bernac et intègre la cour de Napoléon Ier. L'intrigue met également en scène le Brigadier Gérard, qui apparaît ici comme un personnage secondaire de l'intrigue.

## Trame

### Chapitres I à X: Arrivée en France
En 1805, Louis de Laval, âgé de 21 ans, vit à Ashford dans le Kent. Son père, un Français royaliste, s'est exilé en Angleterre en 1792. Son oncle, Charles Bernac, ancien révolutionnaire devenu proche de Napoléon Ier, réside toujours en France au château familial de Grosbois, situé près de Boulogne-sur-Mer. Les deux branches de la famille, politiquement divisées, sont brouillées.
À la mort de son père, Louis de Laval reçoit une lettre de son oncle qui lui propose d'effacer les rancœurs passées et de revenir en France au domaine familial. Louis de Laval, fervent admirateur de l'Empereur, accepte l'invitation et rejoint son pays natal via une petite embarcation. Débarqué sur la cote française, le jeune homme avance dans les terres en traversant un marais salant. Transi de froid, il aperçoit une cabane éclairée et souhaite s'y réfugier pour la nuit. Dans la cabane se trouve Lucien Lesage, un homme au comportement étrange. Louis de Laval comprend trop tard que l'endroit sert de lieu de rendez-vous à des révolutionnaires jacobins qui souhaitent renverser l'Empire. Deux hommes arrivent à leur tour : le premier, un dénommé Toussac, souhaite tuer Louis de Laval qui a découvert leur secret, mais le second l'en empêche. Le sauveur du jeune français se révèle être un espion de l'Empire. La garde impériale surgit : Toussac s'enfuit mais Lucien Lesage est fait prisonnier.
L'espion emmène Louis de Laval avec lui jusqu'à un passage secret situé dans la forêt. Le passage mène au manoir de la famille Bernac et Louis de Laval comprend que l'espion n'est autre que son oncle Charles Bernac. Louis rencontre sa cousine Sibylle, qui l'avertit du caractère violent et intéressé de son oncle. Ce dernier souhaite en effet marier Louis et Sibylle pour s'assurer que l'héritage familial de Louis, qui comprend notamment le château de Grosbois, reste entre ses mains. Louis, qui est déjà fiancé à Eugénie de Choiseul, une Française vivant en Angleterre, se fâche avec son oncle dont les projets ne peuvent s'accorder avec les siens.

### Chapitres XI à XV: Au camp de Boulogne
À la suite de cette dispute, Louis de Laval part rejoindre l'armée napoléonienne. L'Empereur, dont le camp est alors établi à Boulogne-sur-Mer, souhaite rencontrer Louis de Laval pour l'intégrer à sa cour et qu'il serve ainsi d'exemple auprès des autres Français expatriés pour les inciter à rejoindre l'Empire. Au camp de Boulogne se trouve également Étienne Gérard, un hussard chargé de la garde de Lucien Lesage.
Sibylle Bernac est amoureuse de Lucien Lesage et souhaite sa libération. Elle vient ainsi à la rencontre de l'Empereur en présence de son cousin Louis et demande la grâce du prisonnier. L'Empereur accepte si Sibylle parvient en contrepartie à faire capturer Toussac, considéré comme un révolutionnaire plus dangereux que Lesage. Sibylle dispose d'une semaine avant que Lucien Lesage soit exécuté.
Au cours des jours suivants, Louis de Laval partage le quotidien de la cour de l'Empereur. Le caractère à la fois calculateur et volcanique de Napoléon l'impressionne, tout comme ses connaissances exhaustives de nombreux sujets. Louis assiste notamment à une importante dispute entre l'Empereur et sa femme Joséphine de Beauharnais et participe à une réception mondaine au château de Pont-de-Briques, au cours de laquelle il retrouve son oncle qui l'invite à revenir sans tarder au manoir de Grosbois malgré leurs relations toujours tumultueuses.

### Chapitres XVI et XVII: Épilogue
Le sixième jour, Sibylle prévient son cousin Louis qu'elle a découvert la cachette de Toussac, située dans un moulin. Louis de Laval, Étienne Gérard et Savary partent à la recherche du fuyard mais celui-ci parvient à leur échapper en sautant par une fenêtre du moulin. Les militaires le poursuivent jusque dans la forêt proche. Louis de Laval comprend que Toussac a emprunté le passage secret qui mène au domaine de son oncle et s'y engouffre avec ses acolytes. Dans le manoir, un cri de l'oncle Bernac guide les trois militaires ; ceux-ci retrouvent Toussac dans le bureau de l'oncle Bernac qui vient d'être assassiné. Toussac est abattu sur le champ par les trois militaires. Louis découvre sur le bureau de son oncle que celui-ci écrivait à un chimiste d'Amiens pour lui commander un poison qui lui était probablement destiné.
Lucien Lesage, qui ignore qu'il va pouvoir être libéré, reste prêt à tous les compromis pour sauver sa vie et accepte de se marier avec une autre femme que Sibylle. Cette dernière, outrée, se marie finalement avec Étienne Gérard. Louis de Laval, qui craignait que l'Empereur veuille le marier à une femme de la cour, a finalement la surprise de voir que l'impératrice Joséphine a fait venir d'Angleterre Eugénie de Choiseul : Louis peut donc se marier et continuer de vivre en France avec celle qu'il aime.